# 10100 Bürgel
10100 Bürgel là một tiểu hành tinh vành đai chính với chu kỳ quỹ đạo là 1368.7030014 ngày (3.75 năm). It có vận tốc quỹ đạo trung bình là 19.17356726 km/s.
Nó được phát hiện ngày 10 tháng 12 năm 1991 ở Tautenburg.
Nó được đặt theo tên Bruno H. Bürgel, a German astronomical writer.